# Горбенко Катерина Анатоліївна
Катерина Анатоліївна Горбенко (Колосова) (нар. 3 вересня 1952, село Тарасівка, тепер Звенигородського району Черкаської області) — українська радянська діячка, оператор Ватутінського м'ясокомбінату Черкаської області. Депутат Верховної Ради УРСР 9-го скликання.

## Біографія
Освіта середня.
З 1970 р. — учениця професійно-технічного училища, оператор Ватутінського м'ясокомбінату Звенигородського району Черкаської області.
Потім — на пенсії у місті Ватутіне (Багачеве) Черкаської області.

## Нагороди
- ордени
- медалі